# Onthophagus macrocephalus
Onthophagus macrocephalus là một loài bọ cánh cứng trong họ Bọ hung (Scarabaeidae).